# Camera per riprese aeree

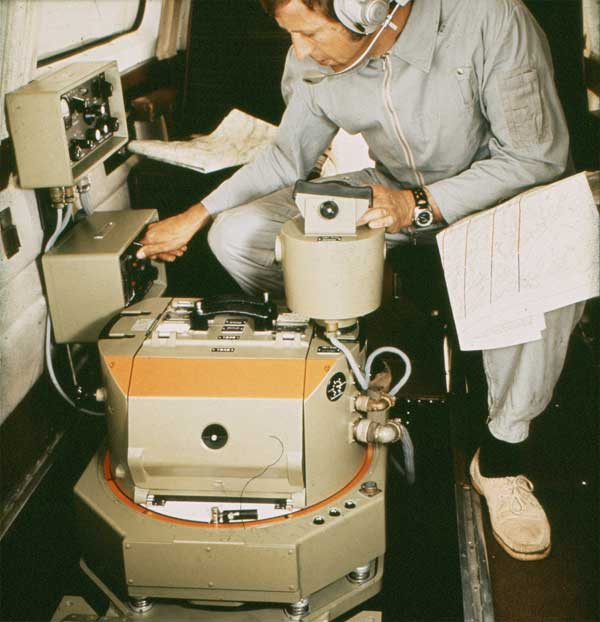
Camera per riprese aeree Wild RC10

Una camera per riprese aeree è una camera metrica utilizzata per riprese da un aeroplano.

## Rilievo aerofotogrammetrico
La ripresa, in questo caso, non è semplice quanto quella a terra.
Tenuto conto che la quota di volo, e, quindi, la distanza di ripresa, varia da 300 a 2000 metri, non può essere impiegata la camera stereometrica. Né la posizione del punto di ripresa, né l'orientamento esterno e quello relativo saranno noti; dunque, la ricostruzione del modello ottico dovrà essere fatta solo sulla base dei punti di controllo.
Il materiale sensibile dovrà essere in rullo, per consentire un rapido ricaricamento della camera e, quindi, la regolazione dell'intervallo tra i tempi di scatto, da cui dipende la lunghezza della base, in funzione della velocità dell'aereo. La rotta di volo deve essere tale da consentire la ripresa fotografica con una serie di fotogrammi, la cui copertura è del 60% nella direzione di volo e del 30% in quella trasversale.
Il fotogramma, normalizzato nella dimensione 23x23 cm, ha una scala che non concede più le libertà della fotogrammetria a corta distanza, almeno nel rilievo architettonico, dove interessa più la precisione relativa che quella assoluta.
Le riprese aeree sono solitamente finalizzate a scopi cartografici, ciò che ha portato alla standardizzazione per quel che riguarda la focale dell'ottica adottata e la scala del fotogramma, dato dal rapporto tra l'ampiezza del terreno fotografato e la focale della camera. Per ricavare dai fotogrammi le stampe in scala, è indispensabile l'impiego di lunghe focali, con asse ottico verticale.
Mantenendo fissa la scala del fotogramma, possiamo variare la focale e quindi la quota di volo con possibilità di analizzare anche i prospetti degli edifici che si affacciano su una stessa strada. È possibile anche realizzare per scopi diversi riprese oblique.
Esiste inoltre la possibilità di effettuare riprese a colori, sia in emulsione normale che all'infrarosso, per applicazioni particolari.

## Camera Wild RC10

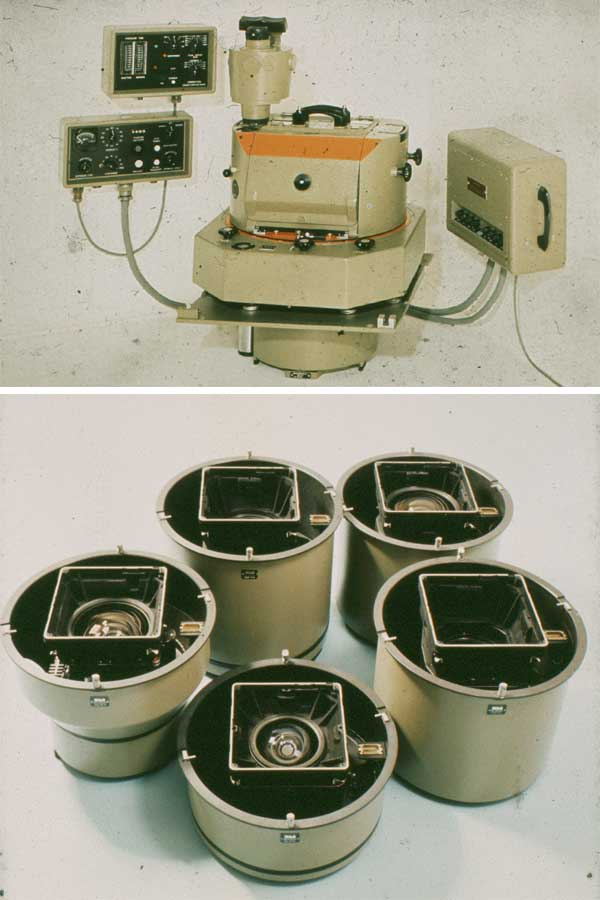
Sistema per riprese aeree Wild RC10

Il sistema di ripresa universale Wild Aviophot RC 10 presenta i seguenti elementi:
- coni-obiettivo, intercambiabili, Super-Aviogon II (f/5,6, f=8,8 cm) Aviogon Universal I (f/5.6, f=15 cm), Aviogon Universal II (f/4, f=15 cm), Aviogon Normal II (f/4 f=21 cm),  Aviotar II (f/4, f=30 cm). tutti con formato immagine 23x23 cm e diaframma regolabile sui valori 5.6, 8, 11, 16, 22;
- dispositivo di sospensione;
- magazzini del film, utilizzabili a coppie, capaci di contenere bobine della lunghezza massima di 150 m.

Nel mirino oltre all'immagine della zona sorvolata, si può osservare:
- il punto centrale del fotogramma;
- le linee di guida corrispondenti ad un ricoprimento laterale del 20 e 30%;
- due riferimenti per la misura, mediante un intervallometro, del tempo di scorrimento di un punto del terreno. Il tempo, impiegato dal punto per passare da un riferimento all'altro, indica l'intervallo tra due scatti consecutivi per ottenere un ricoprimento longitudinale del 60%;
- la focale dell'obiettivo utilizzato;
- l'inquadratura, corrispondente al cono-obiettivo impiegato, variabile mediante la rotazione di una manopola,
- l'immagine di una livella sferica per il controllo della verticalità dell'asse ottico.

Inoltre la camera è dotata di:
- un regolatore del ricoprimento longitudinale con 12 posizioni, corrispondenti a 20, 25, 30, 50, 55, 60, 65, 70, 75, 80, 85, 90%;
- un apparecchio di comando con contatore di fotogrammi, indicatore del tempo di esposizione, selettore di diaframma, selettore del ricoprimento;
- comando di scatto per riprese singole o consecutive;
- comando per il trasporto del film senza esposizione;
- spia luminosa indicante una insufficiente depressione per la planeità del film;
- indicatore di ciclo, relativo all'intervallo di scatto in funzione dell'angolo di ripresa, delta quota di volo e delta velocità dell'aereo.